# 스멜스 라이크 30 스피릿
스멜스 라이크 30 스피릿은 만화가 고리타가 다음 만화속세상에서 2006년 7월 5일에서 2007년 1월26일에 걸쳐 연재한 웹툰이다. 힘들고 무료하게 하루하루를 보내고 있는 직장인 최홍기가 우여곡절 끝에 직장인 밴드 "달나라 밴드"에 들어가 활동하는 이야기를 그렸다. 2007년 12월, 애니북스에서 단행본으로도 출간되었다.

## 작품의 특징
작가 개인의 록 음악과 헤비메탈에 대한 애정이 담겨 있는 만화이다. 고리타는 만화가이면서 직접 직장인밴드에서 보컬을 맡았던 특이한 이력을 지녔다. 젊은 만화가들이 주축이 되어 매년 겨울 진행하는 콘서트 ‘러브 콘서툰’에서 매년 활동해왔다. 제목은 너바나의 명곡 'Smells Like Teen Spirit'에서 따왔으며 내용상으로도 록 음악에 대한 각종 해박한 지식이 등장한다. 고리타는 이 작품을 통해 록 음악에 대한 지식과 밴드 활동의 경험을 잘 조합해냈다고 평가받았다.
스포츠 신문이나 무가지에 옴니버스 만화만 그려 오던 고리타는 이 작품을 시작으로 포털에 장편 만화를 선보이기 시작했다. 가벼운 개그로 시작해서 연재를 거듭함에 따라 가슴 찡한 결말로 진행되는 스타일도 이때 정립되었고, 그림의 완성도 면에서도 이 작품이 가장 높은 평가를 받는다.

## 기타
밝은 개그 묘사 뒤에 힘든 현실이 드리워져 있는 배경설정 또한 이 만화를 통해 고리타의 스타일로 갖춰졌다. 예를 들어 밴드 멤버들에게도 각자 아픈 상처가 있는데, 28세의 기타리스트 왕지연은 애인에게 버림을 받고 성격이 과격해진 직장여성이며, 37세인 드러머 강영걸은 죽은 아들을 항상 잊지 못하는 사람이다.
명대사로는 "꿈★은 꾸물꾸물 이루어진다"가 있다.

## 참고 문헌
- 다음만화속세상
- 스멜스 라이크 30 스피릿, 애니북스, 2007년 12월